# Burg Neuenburg (Triefenstein)
Die Burg Neuenburg ist eine abgegangene hochmittelalterliche Spornburg auf der Gemarkung Trennfeld des Marktes Triefenstein im Landkreis Main-Spessart in Bayern.

## Lage

Rest des Halsgrabens der den Hauptburgstall kreisförmig von der Hochfläche trennt

Die Burgstelle befindet sich 70 Meter über der Talaue des Mains auf einem 200 m ü. NHN hohen nach Osten gerichteten Bergsporn einer auslaufenden Mainhochfläche, die nach Süden durch den steil zum Main entwässernden Klingelsbach (auch Klingersbach, Klingenbach, Klingelbach) begrenzt wird und sich etwa 750 Meter nordwestlich des Klosters Triefenstein befindet.

## Geschichte

Einziger Mauerrest im Norden der Hauptburg

Die Burg wurde vermutlich im 12. Jahrhundert anstelle einer zuvor vorgeschichtlichen Abschnittsbefestigung durch die Herren von Homburg, die Ministeriale der Bischöfe von Würzburg waren, erbaut. Walter von „Nuenburc“, der in einer Bamberger Urkunde 1155 und nochmals 1169 in einer Urkunde Heinrichs von Lauda als Zeuge auftritt, ist der erste der sich nach Neuenburg benannte. 1165 begegnen wir einem Kraft (auch Crato) von Neuenburg gemeinsam mit seinem Bruder Conrad. Kraft erbaute kurze Zeit darauf unweit der Neuenburg die Burg Rettersheim und benannte sich ab 1178 danach.
Im frühen 13. Jahrhundert wurde die Burg zerstört, danach wieder aufgebaut, um 1400 wieder zerstört und Anfang des 14. Jahrhunderts als „castrum Nuwenburg“ erwähnt. 1406 wird die Nuwenburg letztmals genannt, als ein Heinz Kresse (von Krensheim – wie die Homburger und Neuenburger eine Linie der Herren von Püssensheim) und Frau das Gut an das Kloster Triefenstein veräußern. 1594 findet die Burgstelle im Pfinzing-Atlas nur noch als Alt-Purgstal (abgegangene Burg) Erwähnung.
1989 fanden Sondierungsgrabungen statt. Die Burgstelle ist Teil des Kultur- und Rundwanderweges Triefenstein 1 des Archäologischen Spessartprojektes (ASP).

## Beschreibung

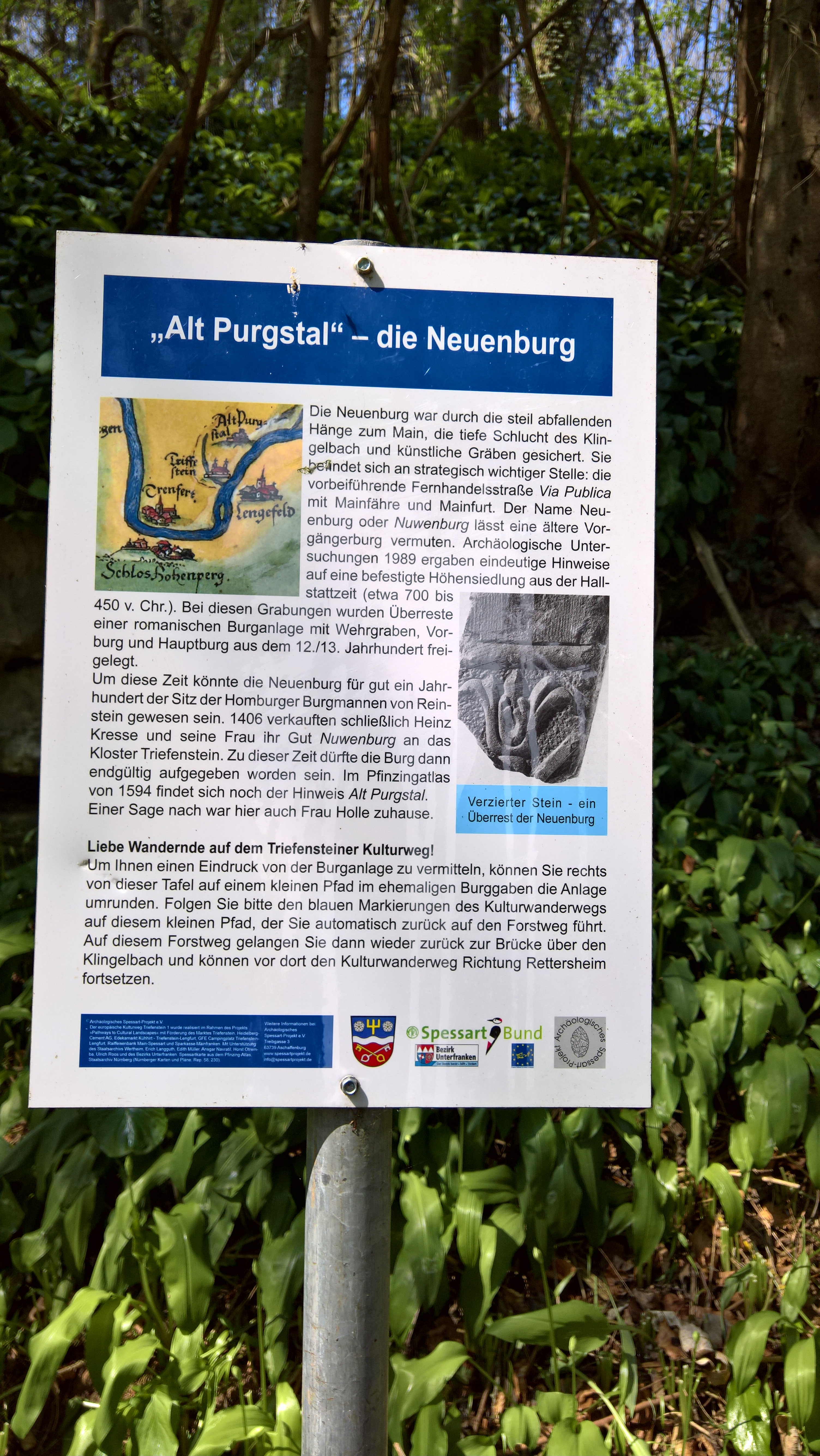
Informationstafel des Kulturweges

Die zweiteilige Burganlage verfügte über ein Wall-Graben-System, ein etwa 30 mal 15 Meter großes Kernwerk mit ovalem turmhügelartigem Kegel im Westen und terrassenförmig ausgebildeter, 6 Meter tiefer liegenden Spitze im Osten sowie ein turmartiges Gebäude mit den Ausmaßen von 6 mal 5,50 Metern. Heute sind nur noch ein Halsgraben und nicht sichtbare Mauerfundamente erhalten.
Ausgrabungen belegen, dass der südöstliche Turmhügel (urkundlich Kleine Neuenburg) der ältere Teil war, terrassenförmig zum Main und Klingerbach gesichert war und gegen Nordwesten durch einen tiefen Halsgraben in den Sandstein von der Hochfläche getrennt wurde. Die Motte wurde nach einer Zerstörung nordwestlich auf die Sandsteinhochfläche als ovale größere Anlage (Große Neuenburg oder einfach Neue Burg) neugebaut und mit einem umlaufenden Wall-Graben-System gesichert, in den der Halsgraben zum Turmhügel einbezogen wurde. Das Grabensystem ist noch komplett verfolgbar, der südliche und östliche Teil jedoch durch einen neuzeitlichen Weg verfremdet bzw. von diesem durchschnitten. Auf dem Burgstall findet sich eine weitere Erhebung. Die einzigen noch sichtbaren etwa 1,5 × 1,5 m × 1 Meter großen Mauerreste liegen im Norden der jüngeren Anlage dort, wo Grundmauerreste nachgewiesen wurden, die zwei Bauten zugeordnet werden können. Metallfunde im Bereich der Kernburg ließen Datierungen zu, die gut mit den wenigen Urkunden in zeitlicher Übereinstimmung liegen. Aus dem üblichen Rahmen der Funde fällt dabei das bleierne Siegel einer Papstbulle Alexander III. in der Hauptburg.

Eine Quelle unterhalb des Turmhügels und schmale Rinnsale entlang des Burgstalls dienten vermutlich zur Wasserversorgung; in Friedenszeiten sicher auch der Klingerbach, von dem später, als die Burg längst abgegangen, auch eine Trinkwasserversorgung zum Kloster Triefenstein angelegt wurde.